# Nahlaya
Nahlaya (tiếng Ả Rập: نحليا, cũng đánh vần là Nahlia) là một ngôi làng ở miền bắc Syria, một phần hành chính của Tỉnh Idlib, nằm ở phía nam Idlib. Các địa phương gần đó bao gồm trung tâm huyện Ariha ở phía nam, Kurin ở phía tây bắc và Faylun và al-Mastumah ở phía bắc. Theo Cục Thống kê Trung ương Syria, Nahlaya có dân số 3.105 trong cuộc điều tra dân số năm 2004.

## Vị trí địa lý
- Vĩ độ: 35,84683° hoặc 35° 50' 49" bắc
- Kinh độ: 36,60092° hoặc 36° 36' 3" đông

Độ cao: 564 mét (1.850 feet).